# トリヴィアム
トリヴィアム（Trivium）は、アメリカ合衆国出身のヘヴィメタル・バンド。
山口県岩国市生まれの日系アメリカ人、マシュー・キイチ・ヒーフィー率いるスラッシュメタル系のグループ。バンド名はトリヴィアの単数形で、文法学、修辞学、論理学の三学科の教育論を意味しており、様々な音楽分野を独自にまとめ上げようとする意図に由来している。

## 歴史

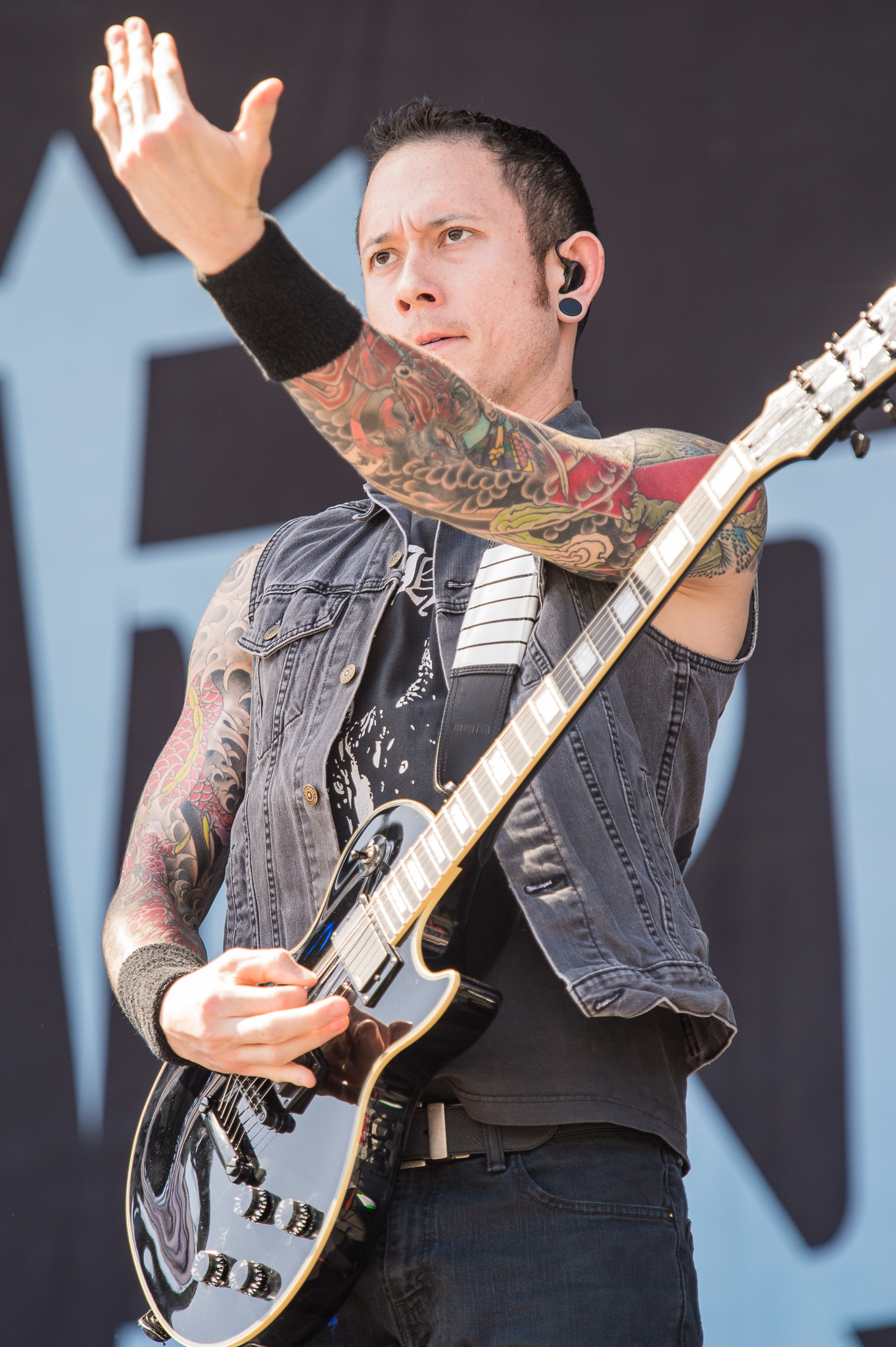
創設者マシュー・キイチ・ヒーフィー(Vo/G) 2014年

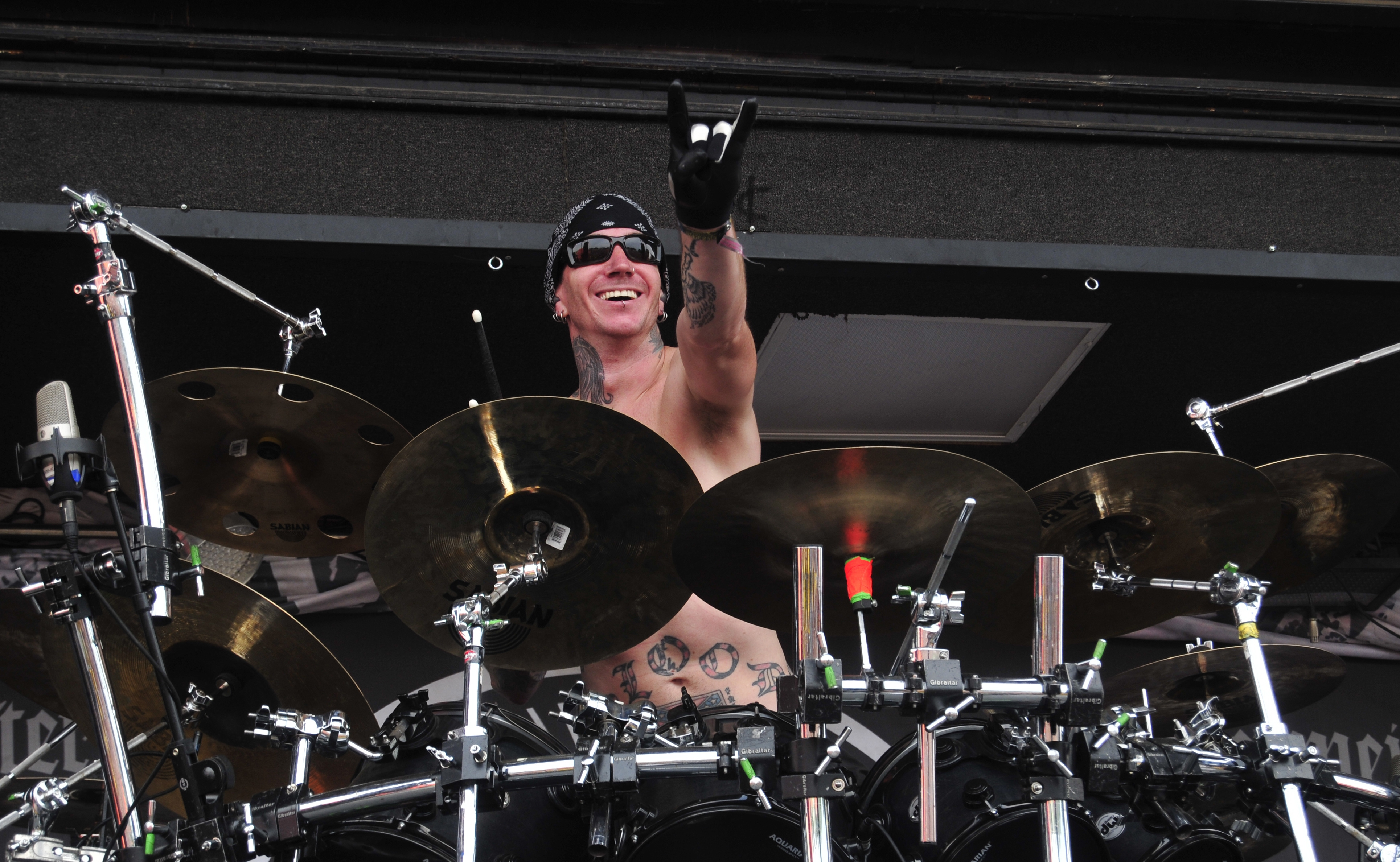
創設者トラヴィス・スミス(Ds) 2009年

結成のきっかけは1999年に、初代ドラマーのトラヴィス・スミスがコンテストに出演すべくマシューらに声をかけたことから。ここでのパフォーマンスで自信をつけた彼らは、メンバーチェンジをしながらも活動を続行する。
2003年に発表したデモEPがライフフォース・レコードの耳にとまってレコード契約、『Ember To Inferno』を発表する。これを契機に大規模なツアーを行うも、ベースのブレント・ヤングが脱退。
2004年4月にロードランナー・レコードと契約し、翌2005年に『アセンダンシー』を発表。これは世界中でリリースされ、数々の賞を受けたほか、ビルボードのトップ・ヒートシーカーズで4位になるなど、大きな成果を上げた。このアルバムから、ベーシストとしてパオロ・グレゴリートが加入。
来日公演を含む各国のツアーやフェスティバルを行ったのち、2006年4月より『ザ・クルセイド』を録音開始、10月に発売された。今作ではギターをレギュラー・チューニングにし、ボーカル・スタイルからスクリームを除くことで、クラシック・メタルに近づいた。その結果、イギリスでは発売初日に60,000枚を売ってシルバー・ディスクに、アルバム・チャートでは7位に初登場、アメリカでは発売週に25位、日本では45位に入るなど、前作に比べて飛躍した。2007年1月に、単独公演のため来日。

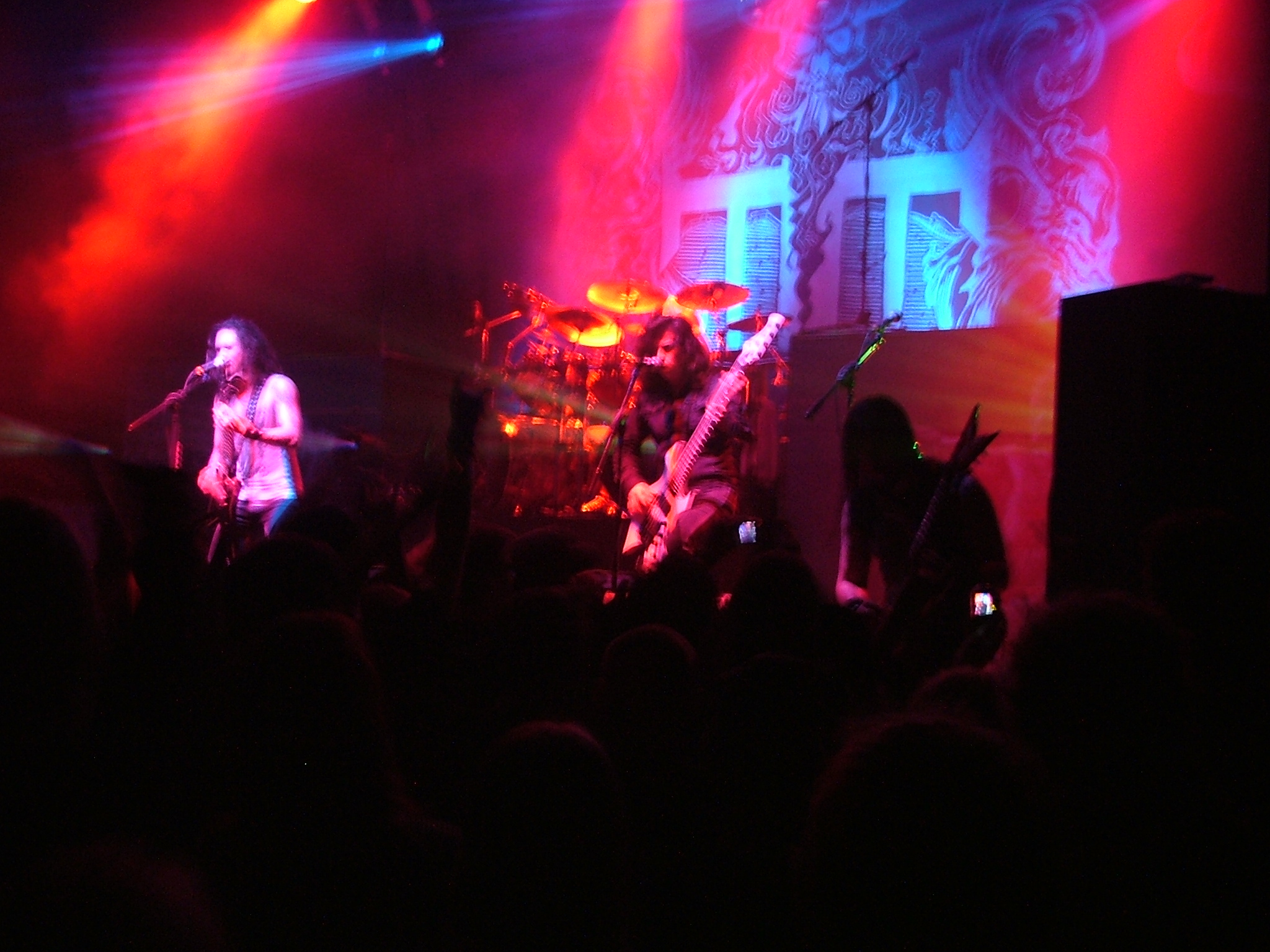
オーストリア・リンツ公演 (2007年5月)

2007年10月、LOUD PARKに出演。続けてヘヴン・アンド・ヘルのジャパンツアーにサポートとして帯同。
2008年9月、『将軍』を発売。先んじて8月にサマーソニックのため来日、世界に先がけて新曲をライブで披露した。2009年5月に単独公演のため再来日。
2010年2月、バンド創設者であるドラマーのトラヴィス・スミスが脱退。代わってパオロの幼馴染であり、過去にトリヴィアムのドラムテックを務めたこともあるニック・オーガストの加入が公式にアナウンスされた。
2011年8月、5作目のアルバム『イン・ウェイヴズ』を発売。「PVに演奏シーンはなく、ライブDVDに観客の姿はなく、ドキュメンタリー映像に色はない」というコンセプトのもと、映像、衣装などビジュアルのイメージを一貫してコントロールする初の試みがなされた。
アルバム発売前の6月上旬、プロモーションのためマットとコリィが来日。またバンドとしては、同年10月「LOUD PARK 2011」にて再来日。このとき単独公演は行わず、翌年末の単独来日公演も実現しなかったため、これが唯一の『イン・ウェイヴズ』での来日公演となった。
2013年10月9日、6作目のアルバム『ヴェンジャンス・フォールズ』を日本先行発売。同月20日、「LOUD PARK 2013」にて来日公演。
2014年5月7日、ツアー半ばでドラマーのニック・オーガストの脱退が発表された。以降の日程はドラムテックのマット・マディーロがサポートメンバーとしてステージに上がった。同年11月16日「KNOTFEST JAPAN 2014」出演にて来日。『ヴェンジャンス・フォールズ』でも単独来日公演は実現しなかった。
2015年7月30日、7枚目のアルバム『サイレンス・イン・ザ・スノー』が同年10月2日発売となること、及び先行してタイトルトラックのPVが公開された。同年12月5日、ノットフェス・メキシコでポール・ワントキーがドラムスをプレイ。その3日後に、彼が正式にドラマーとして加入したことが公式発表された。
2016年4月4日～7日、7年ぶりの単独ツアーで来日。
2017年、8枚目のアルバム『The Sin and the Sentence』を発表。
2020年、9枚目のアルバム『What the Dead Men Say』を発表。
2021年、10枚目のアルバム『In the Court of the Dragon』を発表。

## メンバー
※2020年6月

### 現ラインナップ
- マシュー・キイチ・ヒーフィー (Matthew Kiichi Heafy, 1986年1月26日 - ) - ボーカル (2000－ )、リズムギター (1999－ )、コーラス (1999－2000)、ベース (2004)
2008年まではDEAN社製の自身のモデルを主に使用していたが、2009年からは新たにギブソン社とエンドーズド契約を結び、主にカスタムレスポールを使用していた。
2013年、ギブソン社傘下のエピフォンから、6弦と7弦のシグネチャモデルが発売された。
- コリィ・ビューリュー (Corey Beaulieu, 1983年11月22日 - ) - リードギター/コーラス（スクリーム）(2003－ )
Vシェイプのギターがトレードマーク。2008年まではDEAN社製の自身のモデルを主に使用していたが、2009年からはジャクソン社と契約を結んだ。
2013年、ジャクソンから6弦と7弦のシグネチュアモデルが発売された。
- パオロ・グレゴリート (Paolo Gregoletto, 1985年9月14日 - ) - ベース/コーラス（クリーン）(2004－ )
B.C. Rich社製のワーロックを基にした自身のモデルを使用。4弦モデルと5弦モデルを使い分けている。2ndアルバムまではピック弾きだったが、3rdアルバムからはフィンガー・ピッキングで弾いている。
- アレックス・ベント (Alex Bent, 1993年1月31日 - ) - ドラムス  (2016－ )
元Battlecross、Hatriotのドラマー。2017年のSilence In The Snow U.K. & Ireland Tour のダブリン公演が初参入となった。

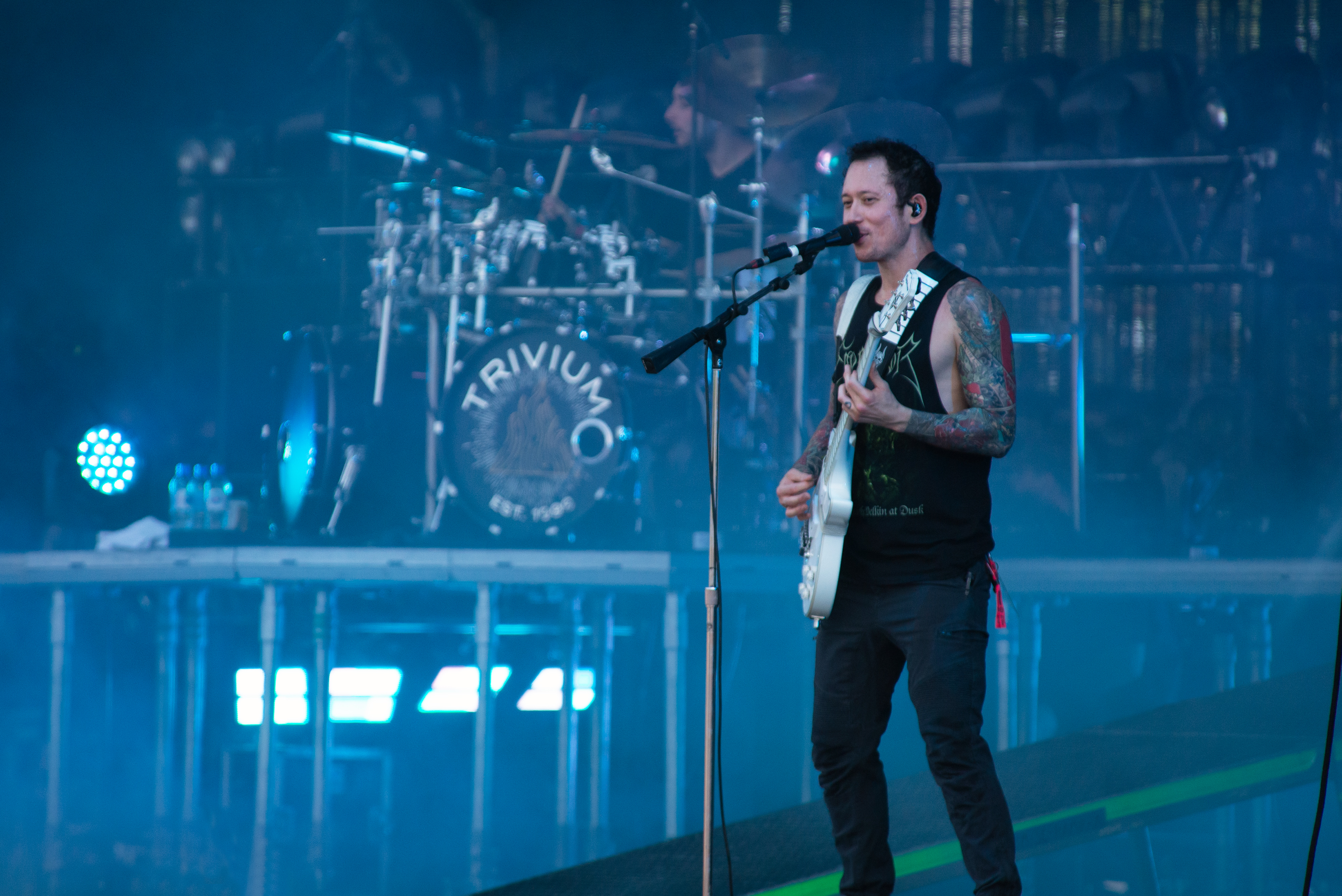
マシュー・キイチ・ヒーフィー(Vo/G) 2019年
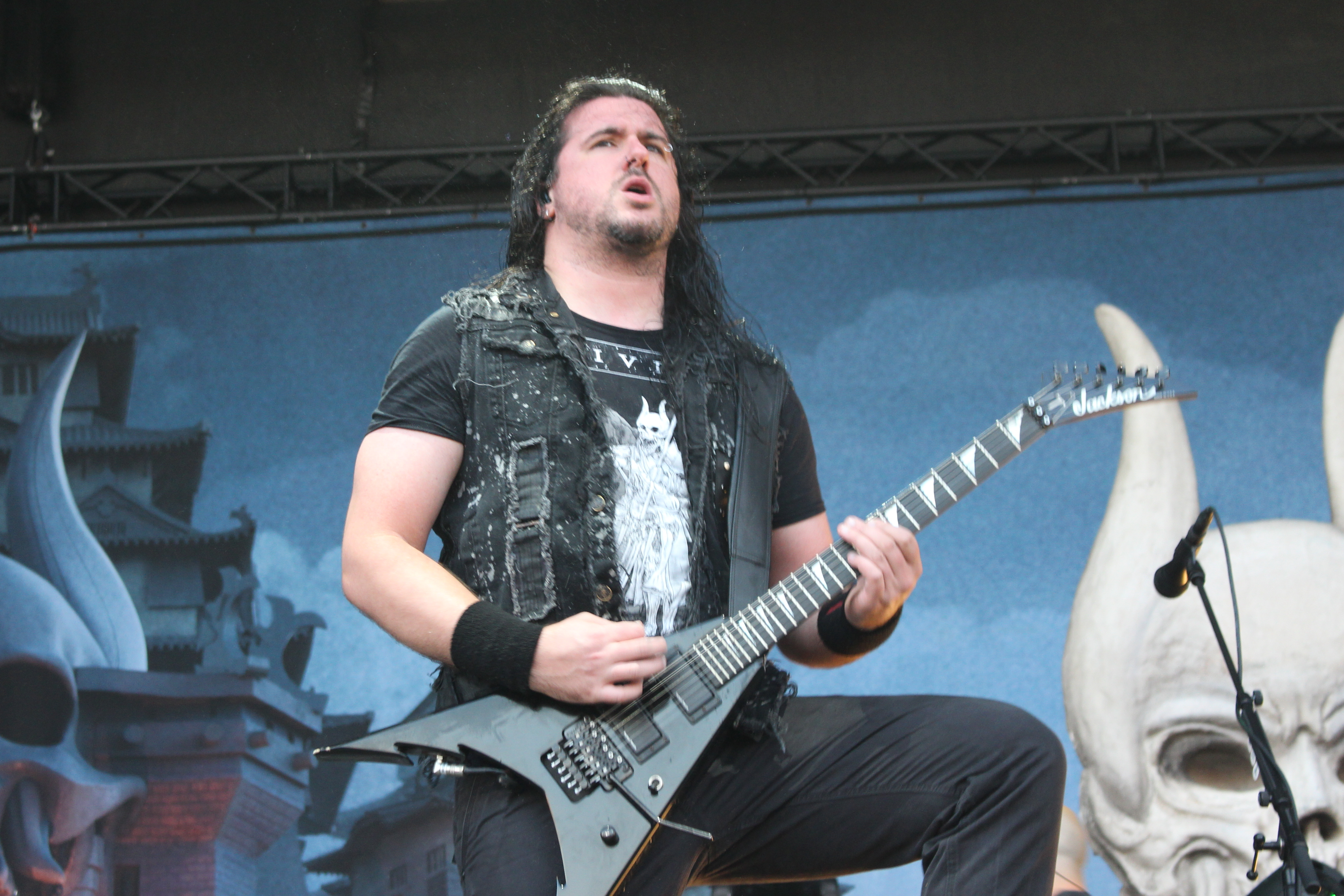
コリィ・ビューリュー(G) 2016年
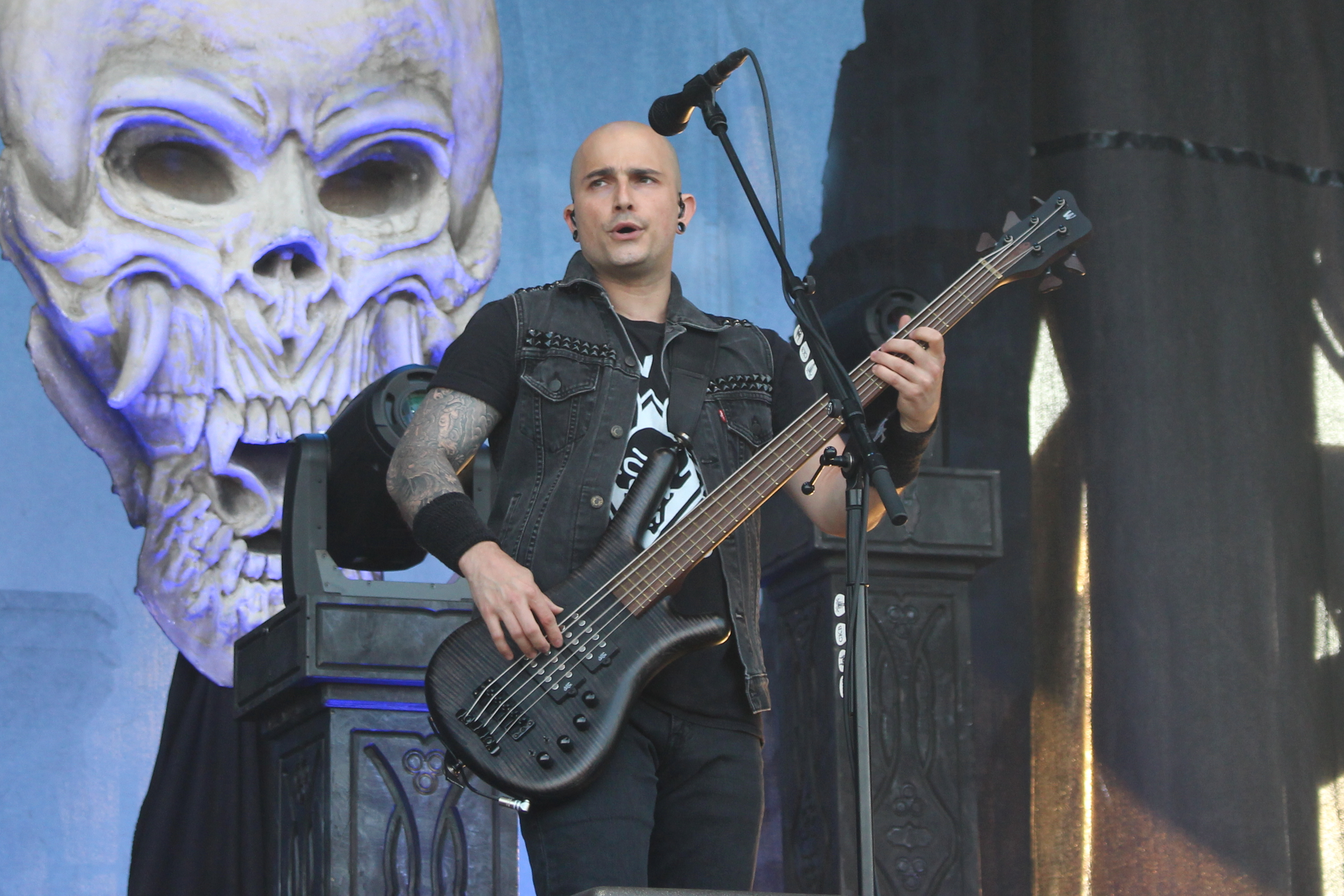
パオロ・グレゴリート(B) 2016年
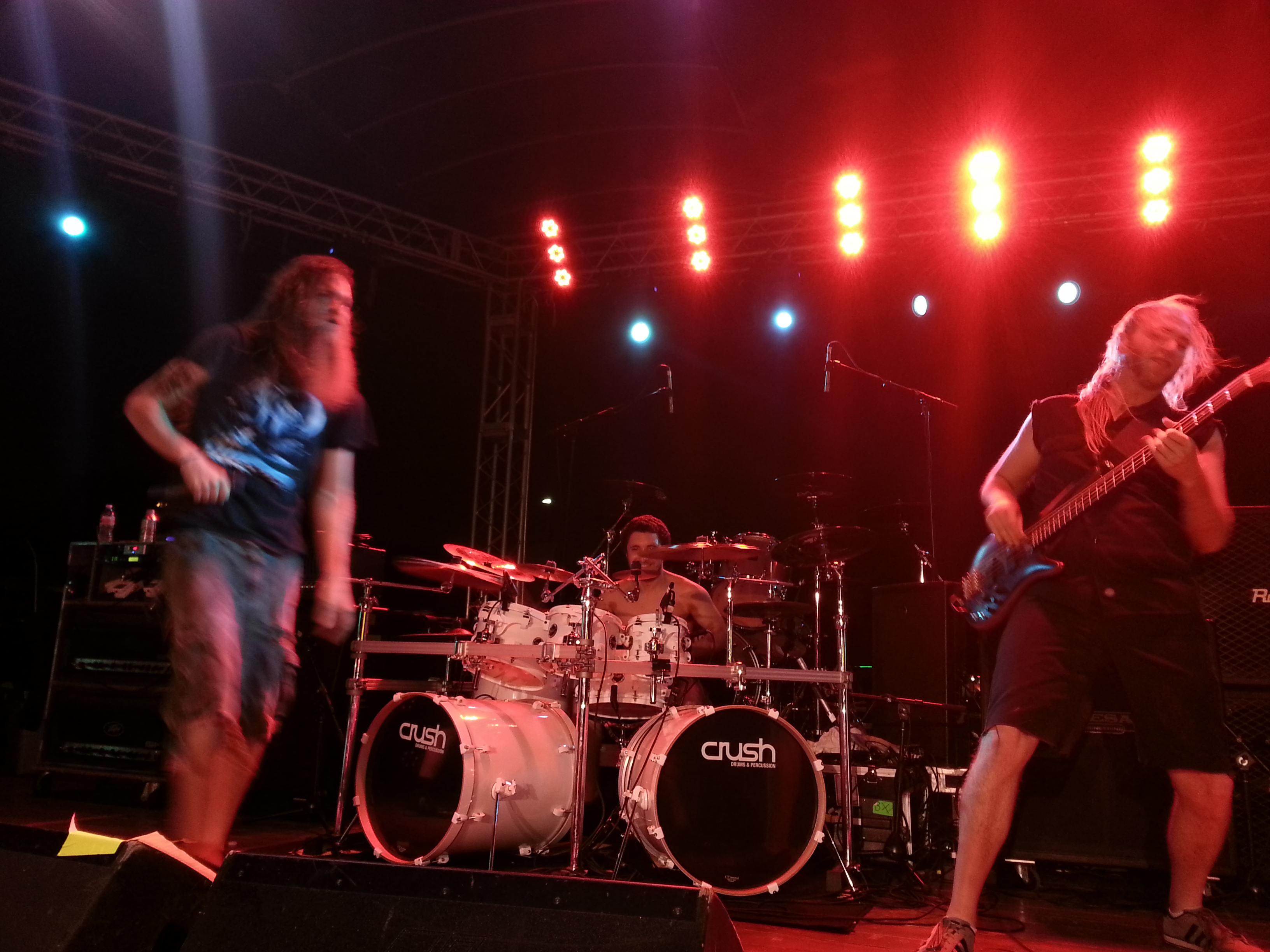
アレックス・ベント(Ds) 2015年

### 旧メンバー
- トラヴィス・スミス (Travis Smith, 1982年4月29日 - ) - ドラムス (1999－2010)
- ブラッド・ルーター (Brad Lewter) - ボーカル、ベース (1999－2000)
- ジャレッド・ボナパルト (Jarred Bonaparte) - ベース (2000－2001)、リズムギター (1999－2000)
- リッチー・ブラウン (Richie Brown) - ベース、コーラス (2001)
- ジョージ・ムーア (George Moore) - ギター (2003)
- ブレント・ヤング (Brent Young) - ベース (2001－2004)、コーラス (2000－2004)、リズムギター (2000－2001)　※2020年死去
- ニック・オーガスト (Nick Augusto, 1986年8月4日 - ) - ドラムス (2010－2014)
Pearlのキット、Pro-Mark のドラムスティックを使用。
- マット・マディーロ (Mat Madiro, 1991年9月30日 - ) - ドラムス (2014－2015)
ツアー半ばで脱退した前ドラマー・ニックのドラムテックを2年つとめていた。2014年7月7日にメンバーとして正式加入。それ以前はアマチュアとしてのプレイ経験のみ。
- ポール・ワントキー（Paul Wandtke, 1985年12月20日 - ）- ドラムス (2015－2016)
バークリー音楽大学で師事したマイク・マンジーニの推薦で加入。TAMA Drums、Evans Drums、Meinl Cymbals、Vic Firthのエンドーズを受ける。
Smells Like Nirvanaというトリビュートバンドではカート・コバーン役で、ギター･ボーカルを務める。

## 備考
- Travisが脱退した理由は技術的な面の問題だという。また、Matthewは歌詞について語らないことにしている。あるインタビューで彼は「詞の意味について話してしまうと、聴き手に先入観を持たせてしまうと思うからそれを避けたいんだよ。」とその理由を述べている[13]。

## ディスコグラフィー

### アルバム
| 年                                        | タイトル                    | アルバム詳細 | チャート最高位 | チャート最高位 | チャート最高位 | チャート最高位 | チャート最高位 | チャート最高位 | チャート最高位 | チャート最高位 | チャート最高位 | チャート最高位 | 認定           |
| 年                                        | US                          | AUS | AUT            | FRA            | GER            | IRE            | JPN            | NZ             | SWI            | UK             |                |                |                |
| ----------------------------------------- | --------------------------- | --- | -------------- | -------------- | -------------- | -------------- | -------------- | -------------- | -------------- | -------------- | -------------- | -------------- | -------------- |
| 2003                                      | Ember to Inferno            | - 発売日: 2003年10月14日 - レーベル: Lifeforce - フォーマット: CD                                                  | —              | —              | —              | —              | —              | —              | —              | —              | —              | —              |                |
| 2005                                      | Ascendancy                  | - 発売日: 2005年3月15日 - レーベル: Roadrunner - フォーマット: CD - 全米売上: 14万枚                               | 151            | —              | —              | —              | —              | —              | —              | —              | —              | 79             | - UK: ゴールド |
| 2006                                      | The Crusade                 | - 発売日: 2006年10月10日 - レーベル: Roadrunner - フォーマット: CD, LP - 全米売上: 10万枚                          | 25             | 14             | 44             | 115            | 23             | 12             | 46             | 31             | 92             | 7              | - UK: シルバー |
| 2008                                      | Shogun                      | - 発売日: 2008年9月30日 - レーベル: Roadrunner - フォーマット: CD, CD+DVD, LP, digital download - 全米売上: 7万枚  | 23             | 4              | 30             | 75             | 27             | 30             | 17             | 28             | 42             | 17             |                |
| 2011                                      | In Waves                    | - 発売日: 2011年8月2日 - レーベル: Roadrunner - フォーマット: CD, CD+DVD, LP, digital download - 全米売上: 8.1万枚 | 13             | 9              | 17             | 74             | 8              | 26             | 28             | 12             | 24             | 16             |                |
| 2013                                      | Vengeance Falls             | - 発売日: 2013年10月10日 - レーベル: Roadrunner - フォーマット: CD, LP, digital download - 全米売上: 6.9万枚       | 15             | 8              | 10             | 78             | 10             | 39             | 18             | 25             | 27             | 23             |                |
| 2015                                      | Silence in the Snow         | - 発売日: 2015年10月2日 - レーベル: Roadrunner - フォーマット: CD, LP, digital download - 全米売上: 1.7万枚        | 19             | 7              | 11             | 81             | 13             | 33             | 41             | 21             | 19             | 19             |                |
| 2017                                      | The Sin and the Sentence    | - 発売日: 2017年10月20日 - レーベル: Roadrunner - フォーマット: CD, LP, digital download                           | 23             | 4              | 10             | 71             | 12             | 35             | 59             | 33             | 21             | 18             |                |
| 2020                                      | What the Dead Men Say       | - 発売日：2020年4月24日 - レーベル：Roadrunner - フォーマット：CD, LP, digital download                            | 35             | 5              | 4              | 165            | 4              | 71             | 66             | -              | 10             | 12             |                |
| 2021                                      | In the Court of the Dragon' | - 発売日：2021年10月8日 (日本盤は2021年10月20日) - レーベル：Roadrunner - フォーマット：CD, LP, digital download   | 7              | 9              | 7              | 94             | 7              | 69             | 41             | -              | 4              | 20             |                |
| "—"は未発売またはチャート圏外を意味する。 |                             | |                |                |                |                |                |                |                |                |                |                |                |

### シングル
- 2005年 Dying In Your Arms
- 2006年 Anthem (We Are The Fire)
- 2007年 The Rising
- 2008年 Into the Mouth Of Hell We March
- 2008年 Down From The Sky
- 2011年 In Waves
- 2011年 Built To Fall
- 2013年 Strife
- 2015年7月30日 Silence In The Snow

### コンピレーション
- 2006年 Master Of Puppets: Remastered
- 2008年 Maiden Heaven